# Alain-François Lesacher
Alain-François Lesacher, né à Rennes le 4 janvier 1955, est un écrivain et historien français.
Après des études de droit et d'histoire, il soutient un DEA "La reconstruction de Rennes après la seconde guerre mondiale" à l'Université de Rennes 2 sous la direction de Michel Denis en 1980. 
Il publie de nombreux ouvrages, consacrés principalement à la France de l'Ouest, et à la Normandie d'où est originaire sa mère.
Alain-François Lesacher est par ailleurs depuis 2015 directeur du lycée hôtelier de La Guerche-de-Bretagne. Il a été directeur du collège de l'Adoration de Rennes de 2014 à 2015. Il fut simultanément le directeur des collèges Saint-Joseph de Pipriac entre 1985 et 2014 et Sainte-Marie de Maure-de-Bretagne entre 1988 et 2009.
Il est  secrétaire de l'association des Écrivains de l'Ouest et  rédacteur en chef de l'almanach Ouest-France.
Il a été également conseiller général d'Ille-et-Vilaine (canton de Pipriac) entre 1995 et 2011, succédant ainsi à Gaël du Halgouët décédé en cours de mandat. Il fut aux côtés de Pierre Méhaignerie, vice-président du Conseil général d'Ille-et-Vilaine chargé des affaires culturelles.

## Publications
- Rennes 1900-1950. éditions Alan Sutton, 2014.  (ISBN 978-2813808158)
- Du céleri tous les midis, éditions Monique Ranou, 2014
- Pipriac et ses environs. éditions Alan Sutton, 2013.
- Un serpent dans ma botte. éditions Ouest-France, 2012.
- Guémené sur Scorff et son canton. éditions Ouest-France, 2012.
- Les Glacières de l'époque romane, éditions Festival, 2012.
- Rouge sur blanc, tout fout le camp, éditions À peu près, 2011
- Les petits collégiens, éditions Ouest-France, 2011.
- Taurins de passion. éditions Ouest-France, 2010.
- Pierre Méhaignerie : 40 ans au carrefour des centres. éditions Ouest-France, 2009.
- Les relations entre le collège Saint-Joseph et la Libye (1983-1987) . éditions Pichot, 2009.
- Il y a un siècle, le sentier des douaniers en Normandie. éditions Ouest-France, 2008.
- Le diabétique du foyer Les Glycines. éditions Thérèse, 2008.
- Les confréries gastronomiques de Bretagne. éditions Ouest-France, 2008.
- Les poulets dans l'eau chaude. éditions Jacques Ouzi, 2008.
- La Manche, une histoire d'hommes. éditions Ouest-France, 2006.
- Fêtes et traditions de France. éditions Ouest-France, 2003.
- La Guerche-de-Bretagne et ses environs.  éditions Ouest-France.
- Ille et Vilaine. éditions Ouest-France, 2000.
- Catholique aujourd'hui. éditions Ouest-France, 1998.
- Le petit Grégory. éditions Ouest-France, 1994.
- De Granville à Cancale. éditions Ouest-France, 1993.
- Aimer le Calvados. éditions Ouest-France, 1991.